# Теодора Драку
Теодора Драку (грч. Θεοδώρα Δράκου; Патра, 6. фебруар 1992) — грчка пливачица вишеструка учесница светских првенстава и Олимпијских игара, национална првакиња и рекордерка. Њена примарна дисциплина су трке слободним, леђним и мешовитим стилом.
Дипломирала је грчку књижевност на Универзитету у Патри. Чланица је пливачке секције спортског друштва Панатинаикос из Атине.

## Спортска каријера
Теодора је дебитовала на међународној пливачкој сцени 2008, прво на европском првенству за јуниоре одржаном у Београду, где је освојила сребро у трци женских штафета на 4×100 мешовито, а потом и на сениорском првенству Европе у малим базенима у Ријеци.
Већ наредне године остварује и први запаженији успех у сениорској каријери, пошто је на Медитеранским играма, које су те године одржане у италијанској Пескари, освојила по једно сребро (на 100 слободно) и бронзу (4×100 слободно).
На светским првенствима у великим базенима је дебитовала у Шангају 2011, где је успела да се пласира у полуфиналне трке на 50 слободно (11) и 50 леђно (9. место). Такмичила се и на наредних 7 светских првенстава, а најбољи реултат у дотадашњој каријери је постигла у Дохи 2024 — 5. место у финалу трке на 50 метара леђно.
Највеће успехе у каријери постизала је на европским првенствима и Медитеранским играма, укључујући титулу првакиње Европе на 50 слободно освојену у Београду 2024, односно златну медаљу на 100 слободно са Медитеранских игара у Мерсину 2013. године.
Током каријере Драку је чак 4 пута узастопно пливала на Олимпијским играма. На свом олимпијском дебију у Лондону 2012. пласирала се у полуфинале трке на 50 слободно, заузевши укупно 16. место, а исту позицију је заузела и у квалификацијама женских штафета на 4×100 слободно. У Рију 2016. је била 31. у квалификацијама трке на 50 слободно, док је у Токију 2020. пливала у мешовитој штафети на 4×100 мешовито. У Паризу 2024. се такмичила у две дисциплине — трку на 50 слободно је окончала на 17. месту у квалификацијама, док је у микс штафети на 4×100 мешовито заузела 13. место. Поред Теодоре у тој штафетној трци су за грчки тим пливали још и Евангелос Думас, Ана Дундунаки и Апостолос Христу.